# Temporada 1993-94 de los Portland Trail Blazers
La temporada 1993-94 fue la vigesimocuarta de los Portland Trail Blazers en la NBA. La temporada regular acabó con 47 victorias y 35 derrotas, ocupando el séptimo puesto de la conferencia Oeste, clasificándose para los playoffs, en los que cayeron en primera ronda ante los Houston Rockets.

## Elecciones en elDraft
| Ronda | Puesto | Jugador        | Posición | Nacionalidad   | Universidad          |
| ----- | ------ | -------------- | -------- | -------------- | -------------------- |
| 1     | 21     | James Robinson | Escolta  | Estados Unidos | Alabama              |
| 2     | 48     | Kevin Thompson | Pívot    | Estados Unidos | North Carolina State |

## Temporada regular
| División Pacífico        | División Pacífico | División Pacífico | División Pacífico | División Pacífico | División Pacífico | División Pacífico | División Pacífico | División Pacífico |
| Equipo                   | G                 | P                 | %                 | PD                | Casa              | Fuera             | Div               |                   |
| ------------------------ | ----------------- | ----------------- | ----------------- | ----------------- | ----------------- | ----------------- | ----------------- | ----------------- |
| y-Seattle SuperSonics    | 63                | 19                | .768              | —                 | 37–4              | 26–15             | 25–5              |                   |
| x-Phoenix Suns           | 56                | 26                | .683              | 7                 | 36–5              | 20–21             | 19–11             |                   |
| x-Golden State Warriors  | 50                | 32                | .610              | 13                | 29–12             | 21–20             | 19–11             |                   |
| x-Portland Trail Blazers | 47                | 35                | .573              | 16                | 30–11             | 17–24             | 17–13             |                   |
| Los Angeles Lakers       | 33                | 49                | .402              | 30                | 21–20             | 12–29             | 7–23              |                   |
| Sacramento Kings         | 28                | 54                | .341              | 35                | 20–21             | 8–33              | 9–21              |                   |
| Los Angeles Clippers     | 27                | 55                | .329              | 36                | 17–24             | 10–31             | 9–21              |                   |

## Playoffs

### Primera ronda
Houston Rockets vs. Portland Trail Blazers 
| Fecha       | Partido                                         | Ciudad   |
| ----------- | ----------------------------------------------- | -------- |
| 29 de abril | Houston Rockets 114, Portland Trail Blazers 104 | Houston  |
| 1 de mayo   | Houston Rockets 115, Portland Trail Blazers 104 | Houston  |
| 3 de mayo   | Portland Trail Blazers 118, Houston Rockets 115 | Portland |
| 6 de mayo   | Portland Trail Blazers 89, Houston Rockets 92   | Portland |
|             | Houston Rockets gana las series 3-1             |          |

## Estadísticas

### Temporada regular
| Rk | Jugador           | Edad | P  | PT | MP   | TC  | TCI  | %TC  | T3  | T3I | %T3  | TL  | TLI | %TL  | RO  | RD  | RT   | AS  | RB  | TAP | BP  | FP  | PTS  |
| -- | ----------------- | ---- | -- | -- | ---- | --- | ---- | ---- | --- | --- | ---- | --- | --- | ---- | --- | --- | ---- | --- | --- | --- | --- | --- | ---- |
| 1  | Rod Strickland    | 27   | 82 | 58 | 35.2 | 6.4 | 13.3 | .483 | 0.0 | 0.1 | .200 | 4.3 | 5.7 | .749 | 1.5 | 3.0 | 4.5  | 9.0 | 1.8 | 0.3 | 3.1 | 2.1 | 17.2 |
| 2  | Clifford Robinson | 27   | 82 | 64 | 34.8 | 7.8 | 17.1 | .457 | 0.2 | 0.6 | .245 | 4.3 | 5.6 | .765 | 2.0 | 4.7 | 6.7  | 1.9 | 1.4 | 1.4 | 2.1 | 3.2 | 20.1 |
| 3  | Clyde Drexler     | 31   | 68 | 68 | 34.3 | 7.0 | 16.3 | .428 | 1.0 | 3.2 | .324 | 4.2 | 5.4 | .777 | 2.3 | 4.3 | 6.5  | 4.9 | 1.4 | 0.5 | 2.5 | 3.0 | 19.2 |
| 4  | Buck Williams     | 33   | 81 | 81 | 32.5 | 3.6 | 6.5  | .555 | 0.0 | 0.0 | .000 | 2.5 | 3.7 | .679 | 3.9 | 6.5 | 10.4 | 1.0 | 0.7 | 0.6 | 1.4 | 3.0 | 9.7  |
| 5  | Harvey Grant      | 28   | 77 | 73 | 27.4 | 4.6 | 10.1 | .460 | 0.0 | 0.1 | .286 | 1.1 | 1.7 | .641 | 1.4 | 3.1 | 4.6  | 1.4 | 0.9 | 0.6 | 0.7 | 2.3 | 10.4 |
| 6  | Terry Porter      | 30   | 77 | 34 | 26.9 | 4.5 | 10.9 | .416 | 1.4 | 3.7 | .390 | 2.6 | 3.0 | .872 | 0.6 | 2.2 | 2.8  | 5.2 | 1.0 | 0.2 | 2.2 | 1.7 | 13.1 |
| 7  | Mark Bryant       | 28   | 79 | 10 | 18.2 | 2.3 | 4.9  | .482 | 0.0 | 0.0 | .000 | 0.9 | 1.3 | .692 | 1.5 | 2.5 | 4.0  | 0.5 | 0.4 | 0.4 | 0.8 | 2.4 | 5.6  |
| 8  | Jerome Kersey     | 31   | 78 | 6  | 16.4 | 2.6 | 6.0  | .433 | 0.0 | 0.1 | .125 | 1.3 | 1.7 | .748 | 1.7 | 2.6 | 4.2  | 1.0 | 0.9 | 0.6 | 0.8 | 2.7 | 6.5  |
| 9  | Chris Dudley      | 28   | 6  | 3  | 14.3 | 1.0 | 4.2  | .240 | 0.0 | 0.0 |      | 0.3 | 0.7 | .500 | 2.7 | 1.3 | 4.0  | 0.8 | 0.7 | 0.5 | 0.3 | 3.0 | 2.3  |
| 10 | Tracy Murray      | 22   | 66 | 1  | 12.4 | 2.5 | 5.4  | .470 | 0.8 | 1.7 | .459 | 0.8 | 1.1 | .694 | 0.7 | 1.0 | 1.7  | 0.5 | 0.3 | 0.3 | 0.6 | 1.2 | 6.6  |
| 11 | James Robinson    | 23   | 58 | 3  | 11.6 | 1.8 | 4.9  | .365 | 0.4 | 1.3 | .315 | 0.8 | 1.2 | .672 | 0.6 | 0.8 | 1.3  | 1.2 | 0.5 | 0.3 | 0.9 | 1.2 | 4.8  |
| 12 | Reggie Smith      | 23   | 43 | 9  | 7.3  | 0.7 | 1.7  | .403 | 0.0 | 0.0 |      | 0.4 | 0.9 | .474 | 0.9 | 1.4 | 2.3  | 0.1 | 0.3 | 0.1 | 0.3 | 1.1 | 1.8  |
| 13 | Jaren Jackson     | 26   | 29 | 0  | 6.4  | 1.2 | 3.0  | .391 | 0.0 | 0.2 | .000 | 0.4 | 0.5 | .857 | 0.2 | 0.4 | 0.6  | 0.9 | 0.1 | 0.1 | 0.5 | 0.7 | 2.8  |
| 14 | Kevin Thompson    | 22   | 14 | 0  | 4.1  | 0.4 | 1.0  | .429 | 0.0 | 0.1 | .000 | 0.1 | 0.1 | .500 | 0.5 | 0.4 | 0.9  | 0.2 | 0.0 | 0.1 | 0.4 | 0.8 | 0.9  |

### Playoffs
| Rk | Jugador           | Edad | P | PT | MP   | TC  | TCI  | %TC  | T3  | T3I | %T3  | TL  | TLI | %TL  | RO  | RD  | RT   | AS  | RB  | TAP | BP  | FP  | PTS  |
| -- | ----------------- | ---- | - | -- | ---- | --- | ---- | ---- | --- | --- | ---- | --- | --- | ---- | --- | --- | ---- | --- | --- | --- | --- | --- | ---- |
| 1  | Clyde Drexler     | 31   | 4 | 4  | 39.3 | 7.8 | 18.3 | .425 | 0.8 | 3.3 | .231 | 4.8 | 5.8 | .826 | 2.5 | 7.8 | 10.3 | 5.5 | 2.0 | 0.5 | 2.3 | 1.8 | 21.0 |
| 2  | Rod Strickland    | 27   | 4 | 4  | 38.5 | 9.0 | 18.0 | .500 | 0.0 | 0.3 | .000 | 5.5 | 6.8 | .815 | 0.8 | 3.3 | 4.0  | 9.8 | 1.0 | 0.5 | 2.5 | 3.3 | 23.5 |
| 3  | Clifford Robinson | 27   | 4 | 4  | 37.3 | 7.0 | 17.0 | .412 | 0.5 | 2.3 | .222 | 1.8 | 2.0 | .875 | 2.8 | 3.5 | 6.3  | 2.5 | 0.8 | 1.5 | 2.8 | 3.3 | 16.3 |
| 4  | Buck Williams     | 33   | 4 | 4  | 31.3 | 4.8 | 7.0  | .679 | 0.0 | 0.0 |      | 3.3 | 3.8 | .867 | 3.5 | 5.3 | 8.8  | 0.5 | 1.0 | 0.5 | 2.0 | 2.8 | 12.8 |
| 5  | Chris Dudley      | 28   | 4 | 2  | 20.3 | 1.0 | 2.5  | .400 | 0.0 | 0.0 |      | 0.3 | 0.5 | .500 | 1.3 | 2.5 | 3.8  | 0.0 | 1.5 | 0.0 | 0.3 | 4.0 | 2.3  |
| 6  | Harvey Grant      | 28   | 4 | 1  | 19.0 | 4.3 | 8.3  | .515 | 0.0 | 0.0 |      | 0.0 | 0.0 |      | 1.3 | 1.0 | 2.3  | 0.8 | 0.3 | 0.5 | 0.3 | 0.5 | 8.5  |
| 7  | Terry Porter      | 30   | 4 | 0  | 19.0 | 3.0 | 8.8  | .343 | 1.5 | 3.5 | .429 | 2.8 | 3.5 | .786 | 0.3 | 2.8 | 3.0  | 2.3 | 1.0 | 0.0 | 0.5 | 0.8 | 10.3 |
| 8  | Mark Bryant       | 28   | 4 | 1  | 16.0 | 1.3 | 4.3  | .294 | 0.0 | 0.5 | .000 | 0.0 | 0.0 |      | 1.5 | 1.5 | 3.0  | 0.5 | 0.5 | 0.5 | 0.8 | 1.8 | 2.5  |
| 9  | Jerome Kersey     | 31   | 3 | 0  | 12.7 | 1.7 | 5.3  | .313 | 0.0 | 0.0 |      | 0.3 | 1.7 | .200 | 1.7 | 1.3 | 3.0  | 0.0 | 0.3 | 0.3 | 0.0 | 1.7 | 3.7  |
| 10 | James Robinson    | 23   | 4 | 0  | 7.0  | 1.0 | 2.5  | .400 | 0.3 | 0.5 | .500 | 0.3 | 0.5 | .500 | 0.5 | 0.3 | 0.8  | 1.5 | 0.3 | 0.3 | 0.0 | 0.5 | 2.5  |
| 11 | Tracy Murray      | 22   | 2 | 0  | 5.5  | 1.5 | 3.0  | .500 | 0.0 | 0.5 | .000 | 0.0 | 0.0 |      | 1.5 | 0.0 | 1.5  | 0.5 | 0.5 | 0.0 | 0.0 | 1.5 | 3.0  |
| 12 | Jaren Jackson     | 26   | 1 | 0  | 1.0  | 0.0 | 0.0  |      | 0.0 | 0.0 |      | 0.0 | 0.0 |      | 0.0 | 0.0 | 0.0  | 0.0 | 0.0 | 0.0 | 0.0 | 0.0 | 0.0  |

## Galardones y récords
| Jugador           | Galardón |
| Clifford Robinson | All-Star |
| Clyde Drexler     | All-Star |